# Pseudoalteromonas
A Pseudoalteromonas  egy tengeri baktérium nemzetség.

## Története
A Pseudoalteromonas fajait a mély tengerek 5 Celsius-fok alatti hőmérsékleti viszonyai között megtalálható élőlényekből tudták azonosítani a kutatóik. Első leírásukban a nemzetségbe 17 baktériumot soroltak át más baktériumnemzetségekből, melyek korábban az Alteromonas, a Shewanella, a Vibrio, és a Pseudomonas nemzetségekhez tartoztak. A leírása óta 22 fajt fedeztek fel és további kládokba is besorolták a pigment tartalmuk  alapján.

## A Pseudoalteromonas baktériumokhoz tartozó  fajok
- Pseudoalteromonas agarivorans (Romanenko et al. 2003)
- Pseudoalteromonas antarctica (Bozal et al. 1997)
- Pseudoalteromonas atlantica (Akagawa-Matsushita et al. 1992)
- Pseudoalteromonas aurantia (Gauthier and Breittmayer 1979)
- Pseudoalteromonas bacteriolytica (Sawabe et al. 1998)
- Pseudoalteromonas carrageenovora (Akagawa-Matsushita et al. 1992)
- Pseudoalteromonas citrea (Gauthier 1977)
- Pseudoalteromonas denitrificans (Enger et al. 1987)
- Pseudoalteromonas distincta (Romanenko et al. 1995)
- Pseudoalteromonas elyakovii (Ivanova et al. 1997)
- Pseudoalteromonas espejiana (Chan et al. 1978)
- Pseudoalteromonas flavipulchra (Ivanova et al. 2002)
- Pseudoalteromonas haloplanktis (ZoBell and Upham 1944)
- Pseudoalteromonas haloplanktis tetraodonis (Simidu et al. 1990)
- Pseudoalteromonas issachenkonii (Ivanova et al. 2002)
- Pseudoalteromonas luteoviolacea (Gauthier 1982)
- Pseudoalteromonas maricaloris (Ivanova et al. 2002)
- Pseudoalteromonas mariniglutinosa (ex Berland et al. 1969)
- Pseudoalteromonas nigrifaciens (Baumann et al. 1984)
- Pseudoalteromonas paragorgicola (Ivanova et al. 2002)
- Pseudoalteromonas peptidolytica (Venkateswaran and Dohmoto 2000)
- Pseudoalteromonas phenolica (Isnansetyo and Kamei 2003)
- Pseudoalteromonas piscicida (ex Bein 1954)
- Pseudoalteromonas prydzensis (Bowman 1998)
- Pseudoalteromonas rubra (Gauthier 1976)
- Pseudoalteromonas ruthenica (Ivanova et al. 2002)
- Pseudoalteromonas sagamiensis (Kobayashi et al. 2003)
- Pseudoalteromonas tetraodonis (Simidu et al. 1990)
- Pseudoalteromonas translucida (Ivanova et al. 2002)
- Pseudoalteromonas tunicata (Holmström et al. 1998)
- Pseudoalteromonas ulvae (Egan et al. 2001)
- Pseudoalteromonas undina (Chan et al. 1978)